# Thánh Brigitta

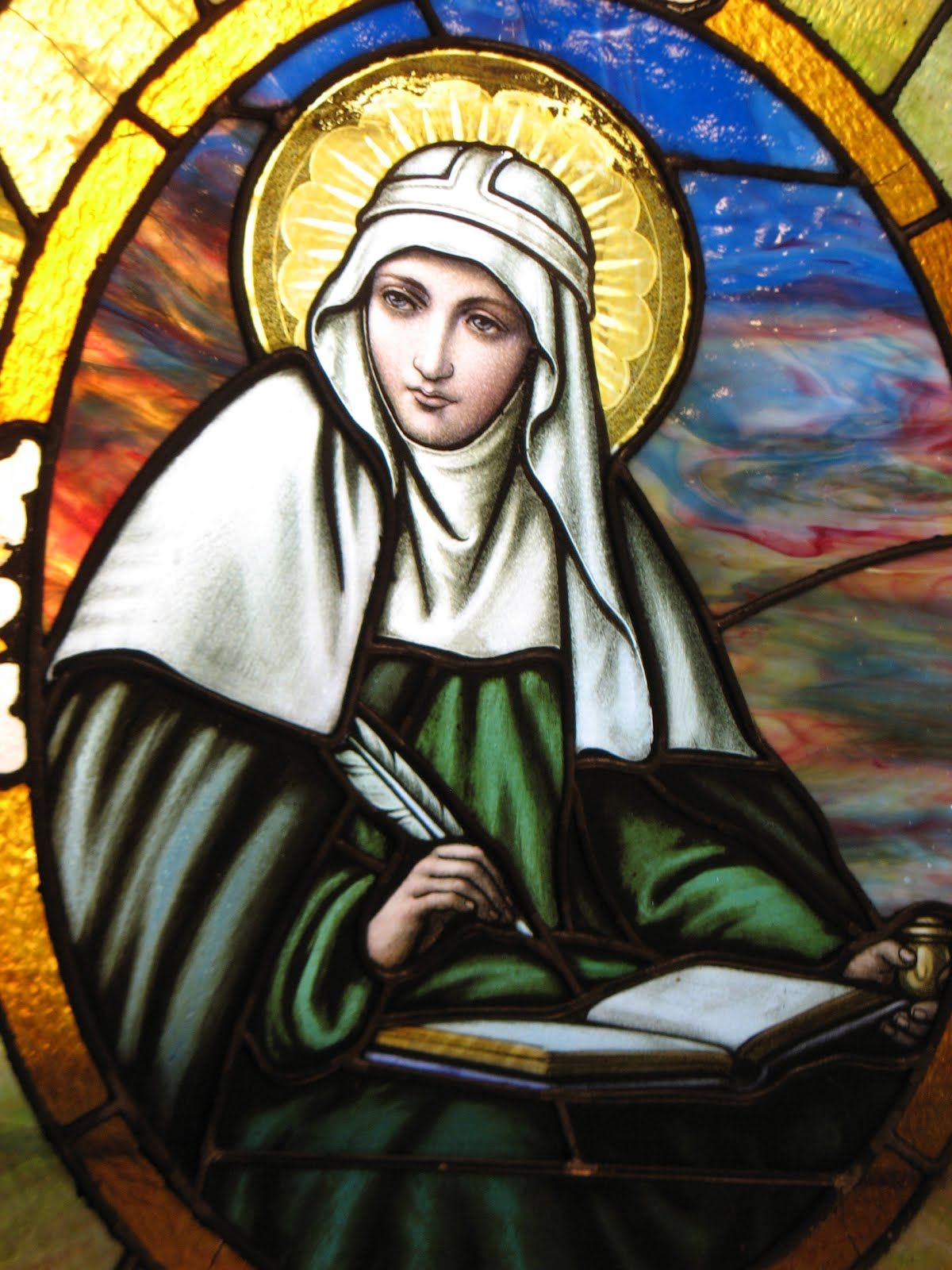
Thánh Brigitta xứ Thụy Điển

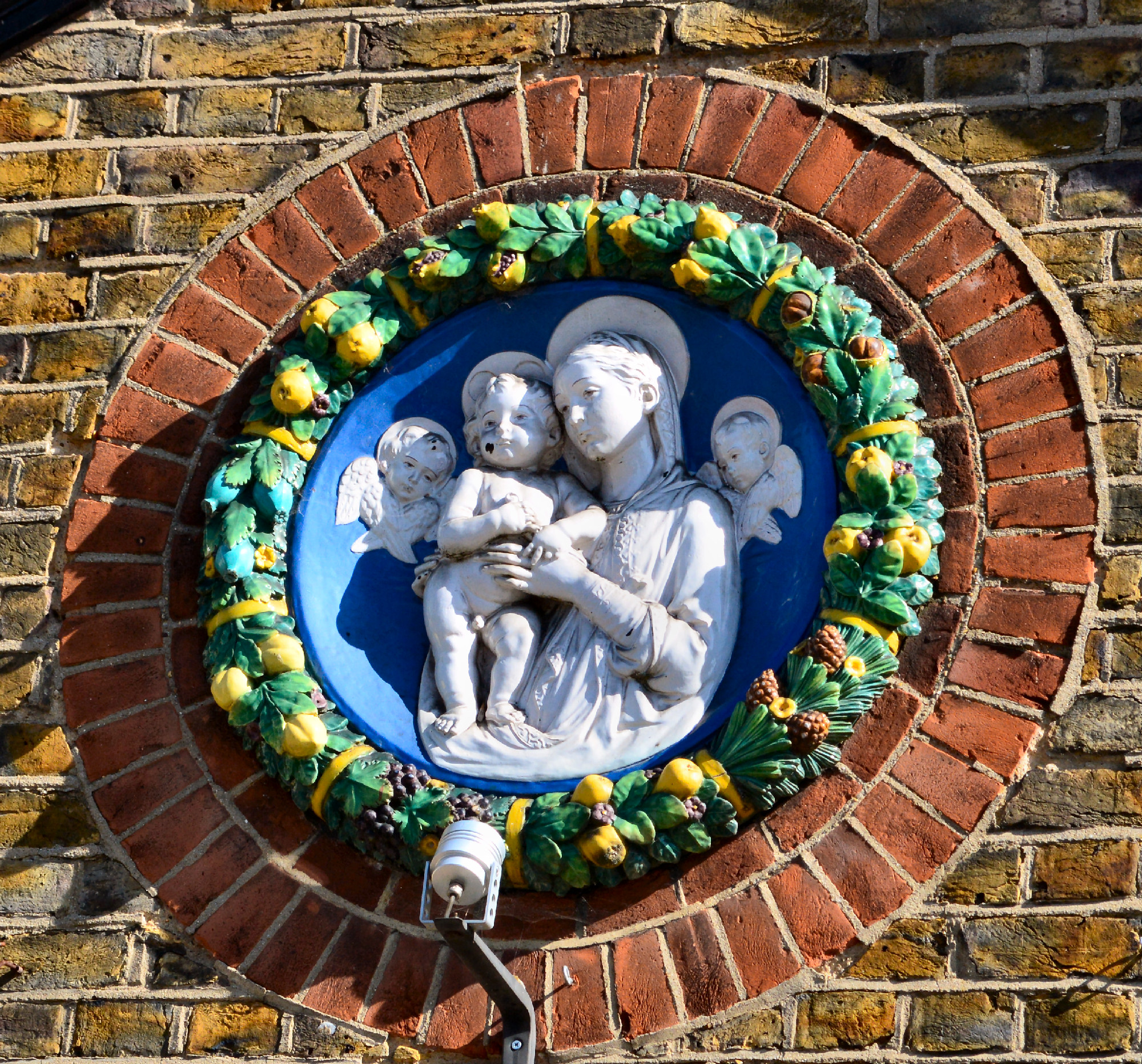
Điều khắc về bà và Đức mẹ Sầu bi

Thánh Bighítta nước Thụy Điển hay cũng gọi là Bighítta xứ Vadstena (tiếng Thụy Điển: den heliga Birgitta hay Bighítta Birgersdotter; sinh năm 1303 – mất ngày 23 tháng 7 năm 1373) là một Thánh nữ Công giáo và là mẹ của Catarina xứ Vadstena.

## Tiểu sử
Brigitta sinh ngày 14 tháng 6 năm 1303 tại Upland, Thụy Điển, nơi cha bà cai quản, bà có mẹ là Ingeborg Phinsta vốn là con của vị quan cai quản miền Đông Goythland. Brigitta là con út trong gia đình có bảy người con. Năm 1314, mẹ của bà chết, bà sống chung với người dì. Năm 1316, bà kết hôn với Ulf Gudmarsson, 18 tuổi, nghị viên tương lai của vương quốc. Họ sinh được tám người con, 4 trai, 4 gái. Hai người con trai chết sớm. Trong đó có con trai thứ tư, Ingebord đã trở thành tu sĩ dòng Xitô.
Vua Magour vời thánh nữ vào cung phục vụ cho hoàng hậu Blanche với nhiệm vụ là người quản gia trong triều dưới trướng hoàng hậu. Sau đó vì lý do sức khỏe, bà cùng chồng rời bỏ triều đình lui về nhà riêng họ đã sống đời gia đình gần như sống trong tu viện. Năm 1343, Brigitta cùng chồng đi hành hương đền thờ thánh Giacôbê ở Compostella. Trên đường về, ông Ulf mắc bệnh và chết tại tu viện Alvasta và Brigitta sống gần tu viện Xitô ở Alvasta. Năm 1370 bà qua đời.